# コール郡 (ミズーリ州)
コール郡（英: Cole County）は、アメリカ合衆国ミズーリ州の中央部、ミズーリ川の南岸に位置する郡である。人口は7万7249人（2020年）。郡庁所在地は州都でもあるジェファーソンシティである。コール郡は1820年11月16日に組織化され、郡名は1807年にバージニア州から移って来て1822年に死亡した開拓者スティーブン・コール大尉に因んで名付けられた。
ジェファーソンシティ都市圏の中核郡である。

## 地理
アメリカ合衆国国勢調査局に拠れば、郡域全面積は399.08平方マイル (1,033.6 km2)であり、このうち陸地391.44平方マイル (1,013.8 km2)、水域は7.64平方マイル (19.8 km2)で水域率は1.91%である。

### 主要高規格道路
- アメリカ国道50号線
- アメリカ国道54号線
- アメリカ国道63号線
- ミズーリ州道17号線
- ミズーリ州道179号線

### 隣接する郡
- ブーン郡 - 北
- キャラウェイ郡 - 北東
- オーセージ郡 - 南東
- ミラー郡 - 南西
- モニトー郡 - 北西

## 人口動態
以下は2000年の国勢調査による人口統計データである。
| 基礎データ - 人口: 71,397人 - 世帯数: 27,040 世帯 - 家族数: 17,927 家族 - 人口密度: 70人/km2（182人/mi2） - 住居数: 28,915軒 - 住居密度: 29軒/km2（74軒/mi2） 人種別人口構成 - 白人: 87.06% - アフリカン・アメリカン: 9.92% - ネイティブ・アメリカン: 0.33% - アジア人: 0.88% - 太平洋諸島系: 0.04% - その他の人種: 0.54% - 混血: 1.23% - ヒスパニック・ラテン系: 1.28% 先祖による構成 - ドイツ系：40.1% - アメリカ人：13.6% - イギリス系：7.8% - アイルランド系：6.9% 年齢別人口構成 - 18歳未満: 24.2% - 18-24歳: 9.8% - 25-44歳: 32.3% - 45-64歳: 22.4% - 65歳以上: 11.3% - 年齢の中央値: 36歳 - 性比（女性100人あたり男性の人口） - 総人口: 105.6 - 18歳以上: 106.5 | 世帯と家族（対世帯数） - 18歳未満の子供がいる: 33.6% - 結婚・同居している夫婦: 53.0% - 未婚・離婚・死別女性が世帯主: 10.0% - 非家族世帯: 33.7% - 単身世帯: 28.7% - 65歳以上の老人1人暮らし: 9.3% - 平均構成人数 - 世帯: 2.43人 - 家族: 3.00人 収入と家計 - 収入の中央値 - 世帯: 42,924米ドル - 家族: 53,416米ドル - 性別 - 男性: 33,769米ドル - 女性: 25,189米ドル - 人口1人あたり収入: 20,739米ドル - 貧困線以下 - 対人口: 8.7% - 対家族数: 5.8% - 18歳未満: 11.5% - 65歳以上: 7.3% |

## 都市と町

### 都市
- ジェファーソンシティ - 郡庁所在地

### 町
- センタータウン
- セントマーティンズ
- ウォーズビル
- タオス
- ラッセルビル

### 村
- ローマン
- セントトーマス

### その他の町
- エルストン
- ユージーン
- ヘンリー

## 政府の機関
ミズーリ州矯正省がジェファーソンシティ市にあるジェファーソンシティ矯正センターを運営している。現在の矯正センターは市内にあったミズーリ州立刑務所の代替として、2004年9月15日に開所された。

## 教育
郡内の高等教育機関としては、ジェファーソンシティ市にリンカーン大学がある。公立の4年生で、昔から黒人向け大学だった。

## 政治

### 地方
コール郡の地方レベルでは共和党が大半の政治を支配しており、郡の選挙で選ばれる役職は3人を除いて独占している。

#### 2008年大統領予備選挙
2008年の大統領予備選挙で、民主党のバラク・オバマが1位となり、さらに共和党予備選挙で各候補に投じられた票数よりも多かった。オバマを支持したことでは、コール郡は州内でセントルイス独立市を含め6郡しかないものの1つだった。